# A dzsungel könyve (film, 2016)
A dzsungel könyve (eredeti cím: The Jungle Book) 2016-ban bemutatott amerikai vegyes technikájú fantasy kalandfilm, amelyben valós és számítógéppel animált díszletek, élő és számítógéppel animált szereplők közösen szerepelnek. A film Rudyard Kipling azonos című regénye és a belőle készült 1967-es rajzfilm alakpján készült. A rendezője Jon Favreau, a producere Brigham Taylor, az írója Justin Marks, a zeneszerzője John Debney. A főszerepben Neel Sethi látható. A mozifilm a Walt Disney Pictures és a Fairview Entertainment gyártásában készült, a Walt Disney Studios Motion Pictures forgalmazásában jelent meg.
Amerikában 2016. április 15-én, Magyarországon 2016. április 21-én mutatták be a mozikban. Az El Capitan színházi bemutató dátuma 2016. április 4.

## Cselekmény
|  | Alább a cselekmény részletei következnek! |

Maugli, az emberkölyök kölyökkorától kezdve a dzsungelben élt. Egy népes farkasfalka nevelte őt fel, élükön Akhelával a falka bölcs vezérével és Rákshával, a farkasmamával, aki sajátjaként szereti Mauglit. Az emberkölyköt Bagira, a fekete párduc találta egykor a dzsungelben, egyben ő tanítja meg arra, hogyan éljen a vadonban. Mauglit az állatok szigorúan tiltják attól, hogy használja emberi tulajdonságait, az úgynevezett "trükkjeit", mert az emberi dolgok nemkívánatosak a dzsungelben, mind amellett veszélyesek az állatokra nézve.
Az emberkölyök jelenléte idővel egyre nagyobb szikrát gyújt Sir Kán, a dzsungel vérszomjas tigrisiének szemében, aki nem képes elfogadni, hogy egy ember közöttük éljen, így esküdt tesz, hogy megöli a fiút kerüljön bármibe is. A farkasfalka többé nem tudja megvédeni Mauglit, így csak egy megoldás van hátra: Mauglinak vissza kell térnie az emberek falujába. Bagira vállalja, hogy elkíséri őt oda.
Kezdetét veszi egy kalandokban és izgalmakban nem szűkölködő utazás Maugli számára, ahol új barátokat és ellenségeket is szerez egyaránt. Megismerkedik Baluval a medvével, a dzsungel mókás, léha életet élő lakójával, aki nagyon hamar jó barátja lesz. Találkozik, Kával is, a hatalmas, hipnotikus képességekkel rendelkező kígyóval. Ő meséli el Mauglinak a történetét, miszerint egykor Sir Kán megölte az édesapját, így a fiú árván maradt a dzsungelben, míg Bagira rá nem talált és elvitte a farkasokhoz. Aztán ott van Lajcsi király, a dzsungel majmainak uralkodója, aki fogságba ejti Mauglit, mert meg akarja tőle szerezni, az emberek legnagyobb kincsének a "piros virágnak" titkát. A piros virág nem más mint a tűz, mely a dzsungel lakói számára félelmet  és halálos veszéjt  jelent.
Kalandos útja során, Maugli egyre inkább keresi a saját helyet, melyet otthonának hívhat. Közben Sir Kán könyörtelenül keresi őt, és mindent megtesz, hogy levadássza a fiút. Végső lépésként a farkasfalkával is szembeszáll: megöli a vezérüket, Akhelát. A hír hamar szárnyra kell a dzsungelben, s mikor Maugli értesül róla, elindul, hogy szembeszálljon a tigrissel, és bosszút álljon rajta. Birtokában a tűzzel, immár harcra készen áll. Ám ezzel együtt választás elé is kerül: vagy megöli Sir Kánt a piros virággal, és ezzel olyan ember lesz belőle, akitől rettegnek a dzsungel lakói, vagy kiáll mindamellett, ami fontos neki és a dzsungellakók számára. Maugli helyesen dönt és az utóbbit választja. A barátai így közösen védelmezik őt, és segítik a Sir Kánnal szembeni küzdelemben. A végső összecsapásban Maugli beveti különleges trükkjeit, és egy lángtenger kellős közepébe csalja Sir Kánt, ahol a tigrist végül eléri a végzete. A dzsungel rettegett ragadozója immáron halott.
A farkasok új vezére ettől fogva Ráksha lesz, Maugli pedig a falka védelmezőjévé válik, és ezzel együtt végre igazi otthonra és igazi családra is lel, a farkasok, Bagira és Balunak az oldalán.
|  | Itt a vége a cselekmény részletezésének! |

## Szereplők
| Szereplő      | Színész / Eredeti hang | Magyar hang     | Leírás                                                                                            |
| ------------- | ---------------------- | --------------- | ------------------------------------------------------------------------------------------------- |
| Maugli        | Neel Sethi             | Pál Dániel Máté | Az emberkölyök, aki dzsungelben nevelkedett fel.                                                  |
| Bagira        | Ben Kingsley           | Perlaki István  | A fekete párduc, Maugli jóakaró mentora.                                                          |
| Balu          | Bill Murray            | Dörner György   | A mókakedvelő ajakos medve, Maugli legjobb barátja.                                               |
| Ká            | Scarlett Johansson     | Bánfalvi Eszter | A csábító indiai tigrispiton.                                                                     |
| Sir Kán       | Idris Elba             | Galambos Péter  | A vérszomjas bengáli tigris, aki meg akarja ölni Mauglit.                                         |
| Lajcsi király | Christopher Walken     | Balázs Péter    | A dzsungel önjelölt uralkodója, egy gigantopithecus, aki ki akarja szedni Maugliból a tűz titkát. |
| Ráksa         | Lupita Nyong’o         | Varga Gabriella | A jóságos farkasmama, aki felnevelte Mauglit.                                                     |
| Akela         | Giancarlo Esposito     | Mihályi Győző   | A farkasfalka vezére.                                                                             |
| Ikki          | Gary Shandling         | Kerekes József  | Egy indiai sül.                                                                                   |
| Óriásmókus    | Sam Raimi              | Scherer Péter   | Egy mókus, Maugli jó barátja.                                                                     |
| Fred          | Jon Favreau            | Seder Gábor     | Egy törpedisznó, akivel Maugli összebarátkozik útja során.                                        |
| Rocky         | Russell Peters         | Bolla Róbert    | Egy indiai orrszarvú, aki a Béke-kőnél jelent meg.                                                |